# Церква Покрови Пресвятої Богородиці (Кам'янець-Подільський)
Це́рква Покро́ви Пресвято́ї Богоро́диці (Свято-Покровська церква, Покровська церква) — православна церква в Кам'янці-Подільському на Руських фільварках на честь Покрови Пресвятої Богородиці. Освячено 22 жовтня (3 листопада) 1861 року.

## Історія церкви
Кам'яна Покровська церква замінила дерев'яну. Нову церкву заклали 1845 року. Будівництво проводилось під керівництвом єпархіальних архітекторів Антона Автономовича Островського та Миколи Онуфрійовича Кулаковського в стилі пізнього класицизму на зразок візантійської хрестовокупольної системи.
Нині в церкві відбуваються богослужіння Української православної церкви Московського патріархату.

## Архітектурні особливості
Церква є зразком культової споруди, побудованої за типовим проектом в еклектичному стилі.
Храм кам'яний, безстовповий. Вівтарна частина прямокутна. Із заходу прибудовано дзвіницю. Центральну частину церкви перекрито банею, на кутах влаштовано декоративні главки. Головний вхід до храму із західного боку через ґанок і дзвіницю, перекриту шатровим дахом. На північному і західному фасадах влаштовано ґанки на стовпах, перекриті двосхилим дахом із фронтоном.
Фасади церкви декоровано прорізними стрічковими рустами в штукатурці та фільончатими невеличкими нішами. Вікна з напівциркульними перемичками прикрашено сандриками. Карниз, що вінчає церкву, та карнизи на фронтонах ґанків мають модульони. Покрівля залізна.
В інтер'єрі церкви було відкрито фрагмент стінопису початку XX століття (близько 1900—1910 років).